# Constantine (Stati Uniti d'America)
Constantine è un villaggio degli Stati Uniti d'America, situato nello Stato del Michigan, nella contea di St. Joseph.